# Sinacroneuria bicornuata
Sinacroneuria bicornuata är en bäcksländeart som beskrevs av Bill P.Stark och Ignac Sivec 2008. Sinacroneuria bicornuata ingår i släktet Sinacroneuria och familjen jättebäcksländor. Inga underarter finns listade i Catalogue of Life.